# Webtoon
 (кореј. 웹툰, транскрип. Вебтун) је врста дигиталног стрипа који је пореклом из Јужне Кореје. Иако су на почетку вебтунови били већински непознати изван своје земље, дошло је до пораста у популарности захваљујућу томе што се највећи део манхви чита на мобилним телефонима.
Након што се дигитална манхва појавила као популаран медијум, број штампаних издања манхви у Јужној Кореји се смањио. Количина материјала која је издата у форми вебтуна је сада једнака материјалу који је издат ван интернет платформе.

## Формат
Постоје три ствари које раздвајају вебтунове од обичних стрипова: свака епизода се објављује на једној дугој вертикалној траци (користећи бесконачно платно уместо више страница тако да је лакше читати на мобилном телефону или рачунару); највероватније ће бити у боји, а не у црно-белог формата јер се ретко објављују у физичком облику; а неки ће садржати музику и анимације које се репродукују током сваког поглавља. Што се тиче Јужне Кореје, постоје различити закони о цензури за материјале објављене на интернету, за разлику од материјала у штампаном облику, што је довело до тога да се више манхви, које су порнографске природе, производе и објављују као вебтунови.

### Модел плаћања
Као и код других онлајн публикација, постоје различити модели плаћања који се користе за вебтунове. Неки нуде ограничен број поглавља бесплатно, а остале наплаћују. Остали допуштају дневно читање одређеног броја поглавља без плаћања.

### Модел прихода
Креатори вебтунова могу зарадити новац од огласа приказаних на њиховим серијама. До 2019. године креатори аматери могли су зарадити новац од кредита који су им давали њихови фанови. Количина новца који добијају професионални и аматерски креатори зависи од прегледа страница.

## Порекло и историја
Корејски веб портал Даум (енгл. Daum) створио је сервис вебтунова познат под називом Даум Вебтун (енг. Daum Webtoons) 2003. године, а касније је уследио Нејвер покретањем Нејвер Вебтуна (енг. Naver Webtoons) 2004. године. Ови сервиси редовно објављују вебтунове који су доступни бесплатно. Према Давиду Велшу из Блумберга, стрипови чине четвртину укупне продаје књига у Јужној Кореји, док је више од три милиона корејских корисника платило приступ интернет манхви, а 10 милиона корисника чита бесплатне вебтунове.
Од јула 2014. године Нејвер је објавио 520 вебтунова, док је Даум објавио 434. Од почетка 2010. године, услуге као што су Тапитун (енг. TappyToon) и Спотун (енг. Spottoon) почеле су званично да преводе вебтунове на енглески језик, док су неки корејски издавачи попут Лезина (енг. Lezhin) и Тумикса (енг. Toomics) почели да самостално преводе своје радове. Примери популарних вебтунова који су преведени на енглески језик су „Лукизам” (енг. Lookism ), „Недодирљиви” (енг. Untouchable), „Јумијине ћелије” (енг. Yumi’s Cells), „Приче необичног” (енг. Tales of the Unusual), „Бог средње школе” (енг. The God of High School), „Ноблес” (енг. Noblesse) и „Божији торањ” (енг. God’s tower). Последњих година ови вебтунови су почели да добијају на популарности на западним тржиштима, парирајући јапанској манги.
У прошлости вебтунови су били подељени на две старосне категорије: „Све” (вебтун погодан за све узрасте) и „18” (за пунолетне особе). Од маја 2019. године примењен је нови систем: сви, 12 или старији, 15 или старији, 19 година (18 година) или старији.

### Нулта генерација
Најранији вебтунови су били скенирани оригинални стрипови постављени на интернет, обично форматирани да стану на једну страницу.

### Прва генерација
Развојем технологије, аутори су могли да користе ефекте флеш анимације.

### Друга генерација
Побољшано предучитавање омогућило је каснијим ауторима да усвоје вертикални изглед са листањем. За разлику од стрипова са густом композицијом панела, листање истиче нове панеле. То чини вебтунове погодним за постепено и континуирано представљање, омогућавајући да читање вебтунова буде лакше. 

### Трећа генерација
Са појавом мобилних телефона и таблета, вебтунови су такође прешли на нове платформе попут апликација. Уведени су и звукови да додатно дочарају емоције и атмосферу, као и интерактивни покрети за стварање узбуђења и привлачење пажње гледаоца на одређене предмете.
Пре 2014. године, већина вебтунова била је доступна само на енглеском језику путем незваничног превода обожаватеља. У јулу 2014, Нејверова подружница Лајн (енг. Line) започела је с објављивањем превода популарних вебтунова на енглески путем услуге Лајн Вебтун (енг. Line Webtoon).

## Тржиште
Тржиште вебтунова и њихових деривата тренутно се процењује на око 420 милијарди јужнокорејских вона (368 милиона долара).
Иако су дигитални стрипови све популарнији, штампана издања и даље остају основно средство малопродаје стрипа. Неки издавачи нуде онлајн садржај и истовремено штампају садржај.
Вебтунови су узети као изворни материјал на више различитих медија, укључујући филмове и телевизију; један од најранијих примера тога био је „Таза” (енг. Tazza), филм из 2006. године заснован на стрипу Хух Јонг-мана. Овај рад је серијализован у Спортс Чосуну (енг. Sports Chosun) и прикупио је преко 100 милиона прегледа, а касније је адаптиран у два филма. (Tazza: The High Rollers и Tazza: The Hidden Card) и једну телевизијску серију. Још једно од Хухових дела, „Сикгаек”, објављивано је у Донг-а Илбу, продајући 540.000 примерака у мекој верзији.
Нејверов Лајн Вебтун сервис, лансиран 2014. године, сада је највећа вебтун платформа у Кореји. Према Нејверу, он достиже преко 6.2 милиона корисника дневно. Бесплатна услуга превођења Лајн Вебтуна омогућила је вебтуновима да постану део глобалног корејског таласа.
Такође сарађују са филмском индустријом.

## Ван Кореје
Формат вебтуна се проширио и на друге земље, са много различитих дистрибутера који својим корисницима нуде оригиналне и преведене вебтунове, као и платформе на којима свако може да постави своје вебтунове.

### Кина и Тајван
У континенталној Кини и Тајвану, вебтунови заједно са веб манхуама бележе пораст производње и популарности, пошто се ретко штампају. Као и у Јужној Кореји, ово је изазвало поновни пораст интересовања за индустрију манхуа, јер се више садржаја користи дигитално. Скоро све велике портале за вебтунове у Кини нуде велике интернет компаније у земљи, док су на Тајвану већи издавачи вебтунова ван земље попут Комико(енг. Comico), Томикс и Лајн Вебтун (енг. Line Webtoon) све популарнији јер су њихове услуге тамо доступне.

### Југоисточна Азија
Индонезија и Тајланд постали су велика тржишта за индустрију вебтунова, заједно са Нејвером (под Лајн Вебтуном) и Комиком, који нуде оригиналне вебтунове и потпуно преведене наслове у две земље. Неки вебтунови направљени у Индонезији и на Тајланду чак су преведени и објављени у иностранству, попут Егноида (енг. Eggnoid). Вијетнам је покренуо свој први вебтун портал Винатун (енг. Vinatoon), нудећи преведене наслове од Даум Вебтуна и Мр. Блуа (енг. Mr. Blue) са намером да отвори још једно тржиште.

### Западне земље
Многи издавачи вебтунова постигли су успех у пробијању на тржишта изван Азије, а највећи успех су имале Сједињене Државе и остале државе у којима се говори енглески језик. Лезин, Томикс и Нејвер су једини велики издавачи који преводе сопствене наслове уместо да их лиценцирају, а Нејвер (под брендом Лајн) чак нуди могућност да се незванични преводи обожаватеља преводе на различите језике. Спотун и Тапитун нуде преведене лиценциране наслове разних издавача, укључујући Ктун (енг. KToon), Бумтун (енг. BoomToon), Фокстун (енг. FoxToon), и многе друге. Поред самог читања преведених радова дошло је и до пораста стварања оригиналних неазијских вебтунова, делимично захваљујући сајтовима као што су Тапас и Лајн Вебтун, који нуде могућност да свако постави своје дело. У почетку су многи вебтунови створени изван Азије углавном били само веб стрипови објављени у формату вебтуна, али временом је све више аутора објавило наслове који су прави стрипови, а не реформатирани веб стрипови.
Делитун је још једна платформа, са седиштем у Француској, која нуди преведене лиценциране наслове углавном од корејских провајдера садржаја, али само на француском језику.

### Јапан
Вебтунови у Јапану нису се примили тако добро, као у другим земљама, углавном због тога што је традиционална индустрија манги још увек главни начин на који се манге стварају и објављују. Чак се и веб манге, које су недавно порасле у популарности, објављују у црно-белом формату, а не у боји као у Кореји или Кини, упркос томе што је дигитално објављена. Упркос томе, постојали су одређени кораци за продор на јапанско тржиште и полако све више аутора испробавају формат вебтуна како би објавили своје наслове. Лезин, Комико, Нејвер, Лајн и Какао нуде портале са преведеним радовима за јапанске читаоце. Комико, један од највећих издавача вебтунова на свету, заправо је креирала јапанска подружница НХН Ентертејнмент, НХН Јапан (енг. NHN Entertainment, NHN Japan). До данас постоје само два вебтун портала који нуде оригиналне јапанске наслове, Комико и Нејвер (под именом КСОИ 2017-2018 до 2019). Сви КСОИ (енг. XOY) вебтунови интегрисани су у Лајн Манга, јапански манга сервис, док је КСОИ био све до одласка у стечај у јануару 2019. Какао је такође имао успеха на јапанском тржишту нудећи лиценциране манге и преведене корејске вебтунове са својим сервисом Пикома (енгл. Piccoma). Ово је приписано моделу плаћања вебтунова у коме сервис за кратко време нуди нека поглавља бесплатно. Какао Јапан најавио је да ће током лета 2018. почети да нуди оригиналне јапанске, корејске и кинеске вебтунове за Пикому.